# Droga ekspresowa H3 (Słowenia)
Droga ekspresowa H3 (słoweń. Hitra cesta H3), także Północna obwodnica Lublany (sło. Severna obvoznica Ljubljane) – obwodnica Lublany, stolicy Słowenii, o parametrach drogi ekspresowej, łączy węzły Zabodrowa na A1 i Koseze na A2. Długość drogi 8,1 km.
Budowę drogi rozpoczęto w 1981 roku. Do roku 1983 zbudowano drogę od węzła Koseze do zjazdu Tomačevo, a w roku 1995 rozpoczęto budowę trasy od zjazdu Tomačevo do węzła Zadobrovo. Oddanie do użytku ostatniego odcinka nastąpiło w roku 1998.